# Komora tylna gałki ocznej

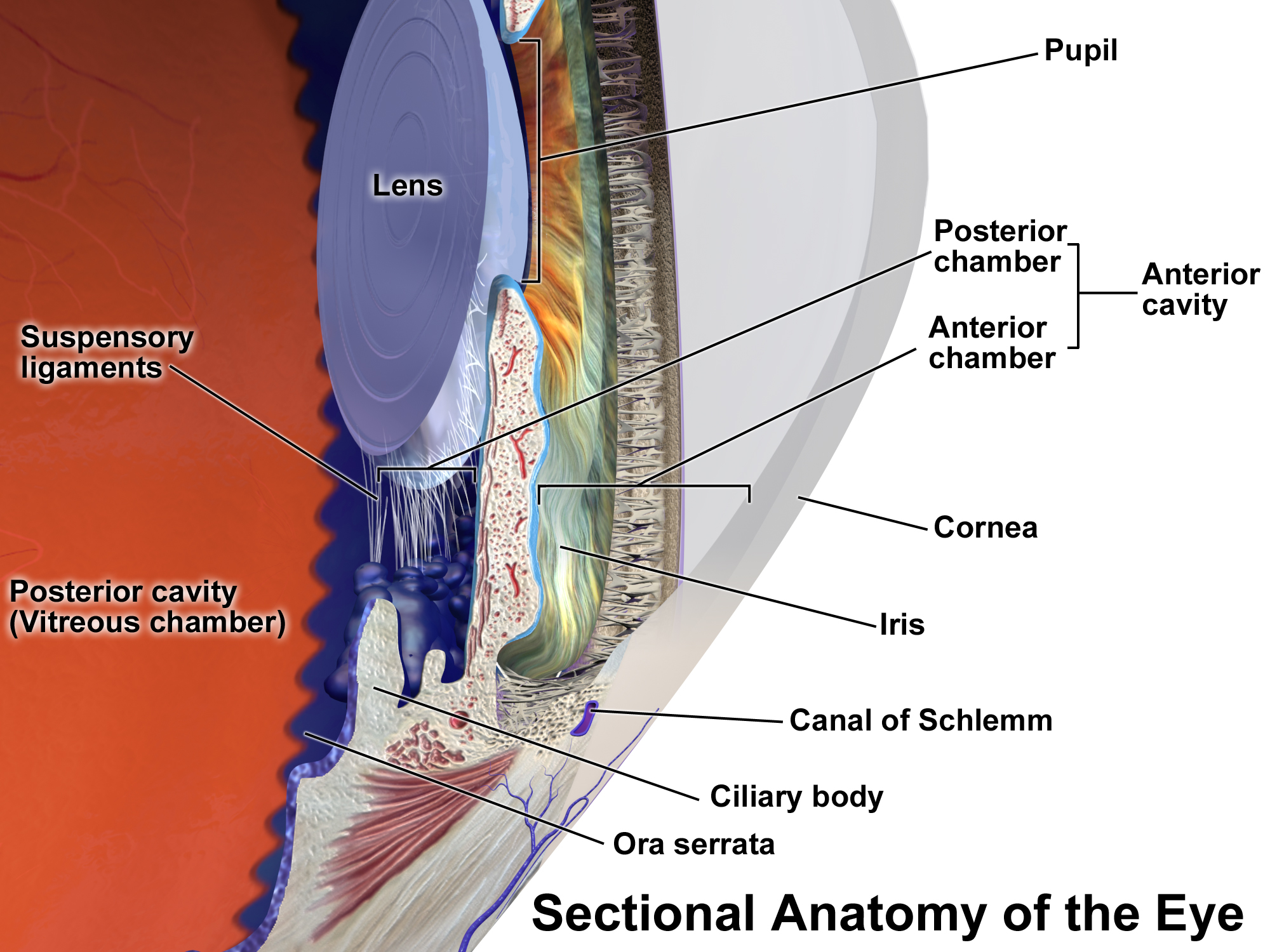
Komora tylna gałki ocznej podpisana Posterior chamber.

Komora tylna gałki ocznej (łac. camera posterior bulbi) – w anatomii człowieka jedna z dwóch (obok komory przedniej) wypełnionych cieczą wodnistą przestrzeni w oku. Ograniczona jest od przodu przez tylną powierzchnię tęczówki, z boku przez ciało rzęskowe, od tyłu przez ciało szkliste, a przyśrodkowo przez soczewkę. Znajdują się tutaj włókna idące od ciała rzęskowego do soczewki (obwódka rzęskowa). Z komorą przednią gałki ocznej łączy się za pośrednictwem źrenicy.